# Palmares do Sul
Palmares do Sul este un oraș în Rio Grande do Sul (RS), Brazilia.